# Burse zur Tulpe

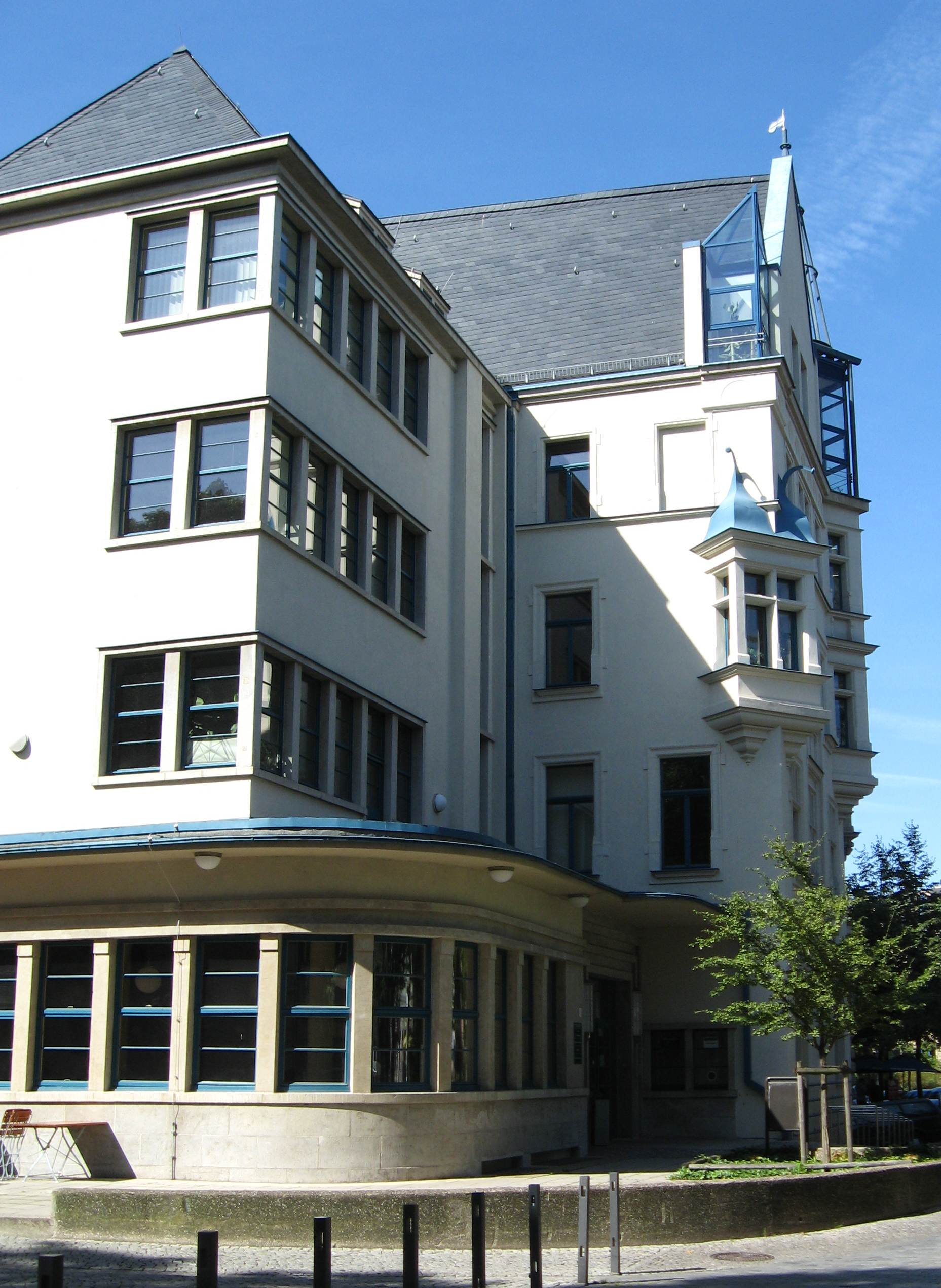
Burse zur Tulpe, rechts das ehemalige Hotel, links der Erweiterungsbau von 1928

Die Burse zur Tulpe in Halle (Saale) war eine 1843 gegründete Burse der Universität Halle-Wittenberg. Das nach ihr benannte Gebäude ist das frühere Hotel garni „Zur Tulpe“, das 1919 von der Universität erworben und 1928 auf Initiative von Paul Menzer durch den Architekten Julius Kallmeyer zum modernen Studentenhaus erweitert wurde: Dank der unermüdlichen Tatkraft und des kulturellen Wagemutes des Vorstandes Professor Dr. Paul Menzer ist hier eine ganz vortreffliche, in ihrer Art mustergültige Leistung entstanden. Einer ihrer Glanzpunkte ist jenes Musikzimmer.
Bestandteil des Erweiterungsbaus war das von Charles Crodel und Gerhard Marcks ausgestattete Musikzimmer, das im Sommer 1936 auf Anweisung des Kurators Berthold Maaß (geb. 1884, Kurator der Universität Oktober 1935 – Herbst 1938) zusammen mit dem Secco im Gymnastiksaal der Universität (heute: Crodel-Halle) in der Moritzburg zerstört wurde, weil seine avantgardistische Gestaltung den nationalsozialistischen Kulturidealen widersprach.
Crodels Wandmalerei in Fresco-Secco-Technik Improvisationen über Leben und Tod ist seit 1993 wieder zugänglich. Sein Bildzyklus stellt die Lebensalter nach William Shakespeare in Wie es euch gefällt (II,7) dar und greift 1928 zur Hundertjahrfeier des Francisco de Goya (1746–1828) Bildelemente der Pinturas Negras auf.
Crodels Werk wurde von Hans Finsler fotografiert.
Heute wird das Gebäude als Mensa und Verwaltungssitz der Universität mit Traditionszimmern für wissenschaftliche Tagungen genutzt.